# Спортивный парк Каяани
Спортивный парк Каяани — центральное спортивное сооружение Каяани. Комплекс располагает бейсбольным и футбольным полями.

## Бейсбольное поле
В 2001 году было построено бейсбольное поле. Оно представляет собой песчаную площадку общей площадью в 1 га. Поле является домашним для женского бейсбольного клуба Каяани Паллокеро. Команда выступает во второй женской лиге Финляндии по бейсболу, добровольно покинув высшую лигу в 2017 году.

## Футбольное поле
Футбольное поле спортивного парка используют сразу четыре клуба — Каяани Хака (1953 год, третий дивизион), АС Каяани (2006 год, второй дивизион), ФК Вимма и Спартак Каяани.
Рекордная посещаемость была зафиксирована на стадионе в 1968 году, когда в любительском футбольном матче встретились команды Каяани Хака и Каяани Паллокеро.
Реконструкция футбольного поля спортивного парка была проведена в июле 2006 года. В рамках реконструкции было заново создано поле с искусственным газоном третьего поколения с подогревом и крытой трибуны на 800 зрителей. Ремонт был произведён благодаря финансовой поддержки в рамках программы HatTrick УЕФА. Искусственный газон был обновлён в июне-июле 2016 года.